# Міщенко Порфирій Матвійович
Порфирій Матвійович Мі́щенко (26 лютого 1918, Жуківці — 15 квітня 2003, Київ) — український живописець; член Спілки радянських художників України з 1958 року.

## Біографія
Народився 26 лютого 1918 року в селі Жуківцях (нині Обухівський район Київської області, Україна). Брав участь у німецько-радянській війні. Нагороджений орденами Вітчизняної війни I ступеня (6 квітня 1985), Червоної Зірки (14 лютого 1945); медалями «За бойові заслуги» (29 квітня 1945), «За перемогу над Німеччиною у Великій Вітчизняній війні 1941—1945 рр.» (9 травня 1945).
У 1952 році закінчив Київське художнє училище, де навчався, зокрема, у Сергія Григор'єва, Володимира Костецького. Мешкав у Києві в будинку на бульварі Лихачова, № 2/29, квартира № 36. Помер у Києві 15 квітня 2003 року.

## Творчість
Працював у галузі станкового живопису. Створював тематичні полотна у стилі соцреалізму. Серед робіт:
- «Молоде поповнення» (1952);
- «Портрет горнового В. Горба» (1958);
- «В солдати, в неволю» (1964);
- «Спогади» (1965);
- «Антон Макаренко з піонером» (1977);
- «Богдан Хмельницький» (1982).

Брав участь у республіканських виставках з 1952 року, всесоюзних — з 1958 року.